# アトレティコ・エスパニョールFC
アトレティコ・エスパニョール・フトボル・クルブ（スペイン語: Atlético Español Fútbol Club）は、メキシコの首都メキシコシティに本拠地を置いていたサッカークラブである。1971年から1982年までプリメーラ・ディビシオンに所属していた。

## 歴史
1971年9月19日にスペイン人起業家グループがネカクサを買収し、アトレティコ・エスパニョールへの名称変更が決定された。クラブエンブレムの上部にはサッカーボール、下部はクラブの愛称であるToros（雄牛）とイニシャルAEが描かれた。
1972-73シーズンはクルブ・レオンに再試合を含む3試合の準決勝の末にPK戦で5-6で敗れた。
1973–74シーズンはクルス・アスルと決勝を戦い、第1戦を2-1で勝利したものの、第2戦を0-3で落とし、準優勝に終わった。
1975年、CONCACAFチャンピオンズカップ決勝で、スリナムのトランスファールを2試合合計5-1で下して優勝を果たした。これはクラブにとって最初で唯一の国際タイトルである。
1976年、コパ・インテラメリカーナでアルゼンチンのCAインデペンディエンテと対戦。ブエノスアイレスで2試合行われ、2-2で引き分け、PK戦で2-4で敗れた。
1981-82シーズンはリギージャに進出したが、準々決勝でCFアトランテに2試合合計3-5で敗れた。
1982年7月21日、メキシコ大手の放送局テレビサ・ネットワークにクラブを売却。ネカクサに名称を戻した。

## 統計
| 大会                     | 試合数 | 勝  | 分  | 敗  | 得点 | 失点 | 勝ち点 | 得失点 |
| プリメーラ・ディビシオン | 429    | 148 | 134 | 147 | 588  | 586  | 430    | 2      |
| コパ・メヒコ             | 30     | 15  | 4   | 11  | 62   | 50   | 34     | 12     |

## タイトル

### 国際タイトル
- CONCACAFチャンピオンズカップ: 1回

1975